# Jürgen Thomas (Skispringer)
Jürgen Thomas (* 9. Dezember 1956 in Sebnitz) ist ein ehemaliger deutscher Skispringer und heutiger Skisprungfunktionär.

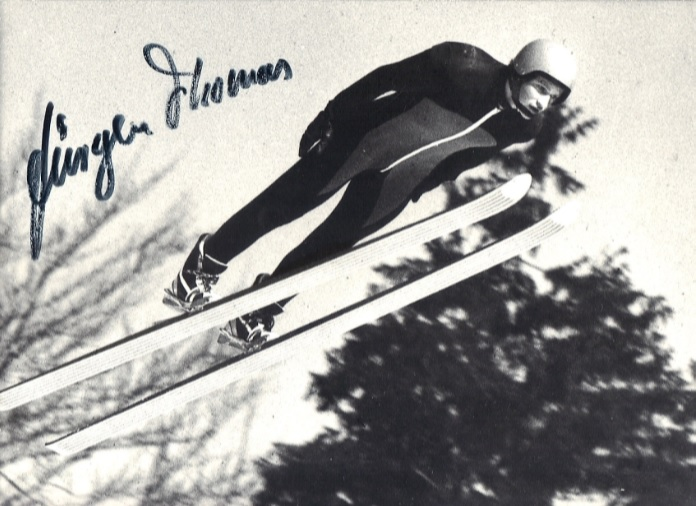
Jürgen Thomas

## Werdegang
Thomas kam als Achtklässler an die Kinder- und Jugendsportschule nach Klingenthal und begann dort schwerpunktmäßig mit dem Skisprungtraining.
Sein internationales Debüt gab er bei der Vierschanzentournee 1976/77. Dabei ließ er das Auftaktspringen in Oberstdorf noch aus. In Garmisch-Partenkirchen auf der Großen Olympiaschanze erreichte er mit dem neunten Rang sein bestes Einzelresultat. Jedoch kam er in Innsbruck wie auch in Bischofshofen nicht mehr unter die Top 30 und schloss die Tournee somit auf dem 65. Platz ab.
Besser verlief es für Thomas bei der Vierschanzentournee 1977/78. Erneut erreichte er in Garmisch-Partenkirchen als Zehnter einen Top-10-Rang. Zuvor hatte er auf der Schattenbergschanze in Oberstdorf mit Rang 19 einen guten Platz erreicht. Auch in Innsbruck und Bischofshofen landete er auf Platzierungen unter den besten 30. In der Gesamtwertung erreichte er mit 659 Punkten den 17. Platz.
1980 zog er sich beim Springen auf der Vogtlandschanze in Klingenthal einen Oberschenkelbruch zu und beendete daraufhin seine aktive Skisprungkarriere. Noch im gleichen Jahr absolvierte er kurz darauf seine Ausbildung zum Kampf- und Wertungsrichter. Nachdem er sein Ökonomie-Studium abgeschlossen hatte, arbeitete er bis nach der Wende im Verein. Nachdem Thomas wenig später in die Gegend von Stuttgart zog, um dort in der Verpackungsmittelindustrie zu arbeiten, bekam er 1998 die Möglichkeit als Vertreter für einen ausgefallenen Sprungrichter bei der Deutschen Meisterschaft in Oberstdorf tätig zu werden. Später war er Sprungrichter beim Skisprung-Weltcup in Lillehammer und Wisła. Auch war er Sprungrichter bei einer Skiflug-Weltmeisterschaft.
Zur Saison 2013/14 begann Thomas im Januar 2014 seine Tätigkeit als Sprungrichter im Continental Cup der Nordischen Kombination. Zuvor war er als Wertungsrichter bei der Vierschanzentournee 2013/14 in Garmisch-Partenkirchen aktiv. Es war nach einem Einsatz bei der Vierschanzentournee 2002/03 in Bischofshofen seine zweite Tournee.

## Erfolge

### Vierschanzentournee-Platzierungen
| Saison  | Platz | Punkte |
| ------- | ----- | ------ |
| 1976/77 | 65.   | 555,7  |
| 1977/78 | 17.   | 659,0  |